# Famille Dior
Pour les articles homonymes, voir Dior.
 (février 2021).
Si vous disposez d'ouvrages ou d'articles de référence ou si vous connaissez des sites web de qualité traitant du thème abordé ici, merci de compléter l'article en donnant les références utiles à sa vérifiabilité et en les liant à la section « Notes et références ».
La famille Dior est une famille française originaire de Savigny-le-Vieux, puis établie vers 1865 à Granville, dans la Manche, en Normandie.
Elle a notamment donné le grand couturier Christian Dior.

## Historique
Louis Jean Dior (1812-1874) fonda la société d'engrais chimiques « L. Dior » à Granville (Manche), qui produira notamment les lessives « Saint-Marc » et les eaux de javel « Dior ».

La famille Dior fonde également la brasserie Delamotte-Dior.
Au XXe siècle, Christian Dior donne son nom aux « Parfums Christian Dior » ainsi qu'à l'entreprise « Christian Dior ».

## Liens de filiation entre les personnalités notoires
- Michel Dior (1753-1823), laboureur à Savigny-le-Vieux, marié en 1796 à Madeleine Couillard.
  - Louis Jean Dior (1812-1874), négociant et industriel, fondateur des usines d'engrais Dior à Granville (Manche), maire de Savigny-le-Vieux (Manche), marié en 1836 avec Anne Girod (1811-1874).
    - Louis Dior (1837-1904), directeur de l'usine familiale d'engrais chimiques, marié à Ernestine Bouttevillain.
      - Georges Dior (1870-1914), industriel.

    - Lucien Dior (1841-1904), président de la Chambre de commerce de Granville et maire de Granville de 1890 à 1892, marié en 1866 à Marie Angé (1847-1885).
      - Lucien Dior (1867-1932), industriel, député de la Manche, ministre du Commerce et de l'Industrie (1921-1924), marié à  Charlotte Lhomer.
        - Jacques Dior (1894-1978), polytechnicien, officier d'artillerie et administrateur de sociétés, marié à Germaine Le Belin de Chatellenot.
        - Jehan Dior (1898-1990), diplomate à Londres, marié à Margaret Larkin.
          - Sean Dior (1940-2016), directeur ITT en Belgique.

        - Pierre Dior (1901-1964), docteur en droit, conseiller référendaire à la Cour des comptes, marié en 1938 à Hélène Sauvagnat (1910-1986).

    - Alexandre Dior (1844-1907), industriel, marié en 1871 à Ernestine Angé.
      - Maurice Dior (1872-1946), ingénieur agronome, industriel, marié en 1898 avec Madeleine Martin (1879-1931).
        - Raymond Dior (1899-1966), directeur de sociétés, rédacteur au Crapouillot, marié en 1925 à Marie-Madeleine Leblanc (1897-1999).
          - Françoise Dior (1932-1993), militante néo-nazie, épouse de Robert-Henry de Caumont La Force, du militant nazi Colin Jordan, puis d'Hubert de Mirleau.

        - Christian Dior (1905-1957), grand couturier.
        - Catherine Dior (1917-2008), résistante, déportée à Ravensbrück, compagne du résistant Hervé Papillault des Charbonneries

      - Henri Dior (1876-1966), avoué puis magistrat, marié en 1905 à Jeanne Black (1882-1933).
        - Elisabeth Dior (1906- ...), enseignante, mariée aux Etats-Unis à George Gaenslen, géologue.
          - Tony Gaenslen (1941), avocat.

        - Alexandre Dior (1908-1994), vice-président du tribunal de première instance de la Seine, conseiller à la Cour d'appel de Paris, marié à Simone Le Coupé-Grainville puis à Micheline Masson.
          - Catherine Dior (1940-2016).
          - Eric Dior (1953-2022), journaliste,  a une enfant, Cécile (1995).
          - Thierry Dior (1959).

        - Michel Dior (1911-1996), commissaire de police, marié en 1940 à Elisabeth Rufflé (1916-2007).
          - Monique Dior (1942), juriste d'entreprise, a deux enfants, Stéphanie (1964) et Kim (1965).
          - Bertrand Dior (1943-2019), cadre commercial, a une enfant, Marie (1984).
          - Odile Dior (1947), hôtesse de l'air, mariée à Jean-Pierre Philippe, a deux enfants, Aurélien (1975) et Clémence (1979).
          - François Dior (1950), magistrat, marié en 1981 à Marie-Louise Albina (1951), a deux enfants, Alexandra (1979) et Renaud (1982).

    - Victor Dior (1849-1890), chimiste, marié en 1878 à Mélanie Perrier (1857-1936).
      - Edmond Dior (1883-1948), chansonnier.

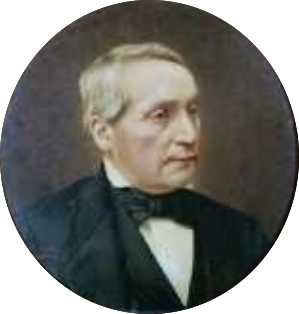
Louis Jean Dior (1812-1874)
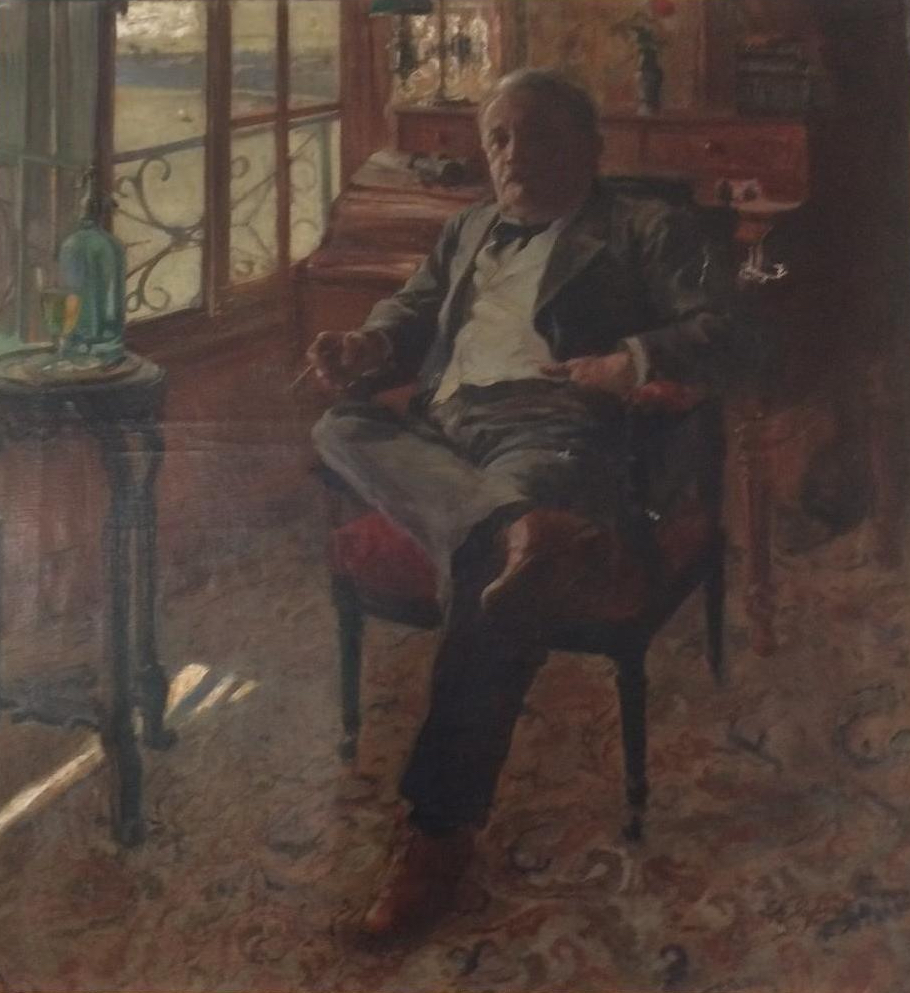
Lucien Dior
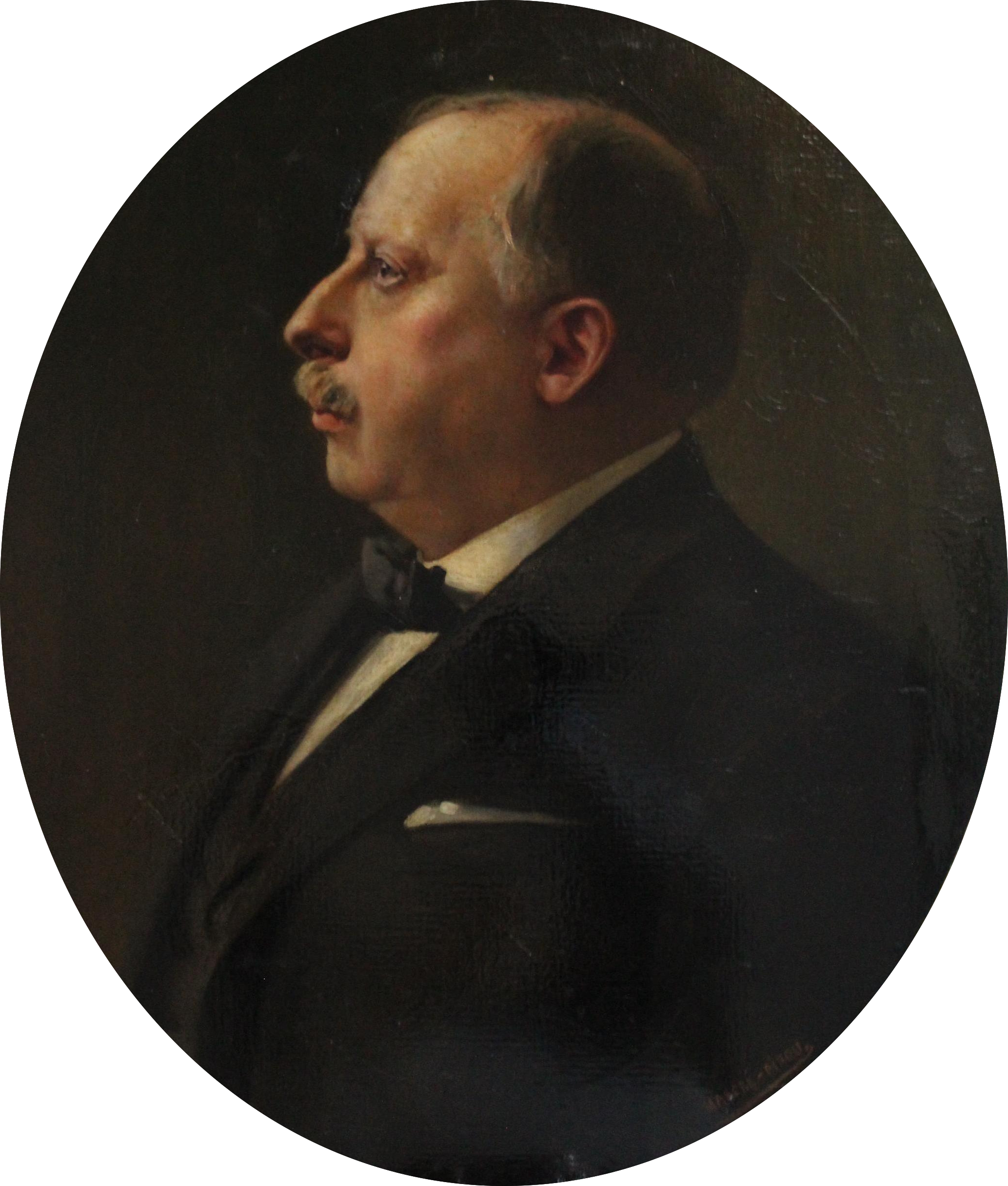
Lucien Dior, député de la Manche
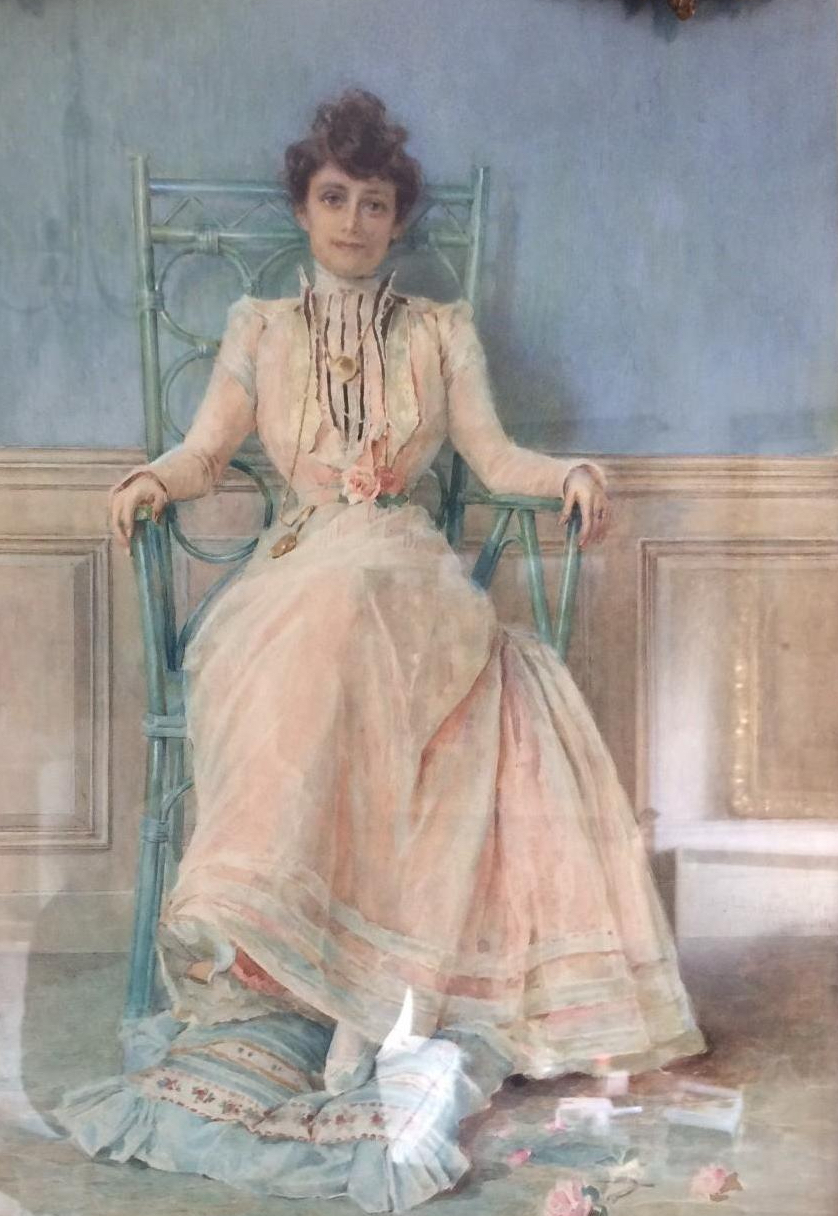
Charlotte Lhomer-Dior
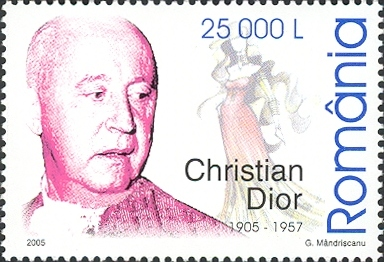
Timbre de Roumanie

## Châteaux et demeures
- Villa Les Rhumbs à Granville, occupée depuis les années 1990 par le musée Christian-Dior
- Château de La Colle Noire à Montauroux
- Château de la Mare à Jullouville
- Manoir Saint-Nicolas à Granville
- Château de Grandchamp au Pecq